# Portul Bechet
Portul Bechet este unul dintre cele două porturi fluviale românești din județul Dolj. Este situat în orașul Bechet, pe malul stâng al Dunării, la kilometrul 679.
Portul dispune de cheiuri pereate în lungime de 600 ml și de o rampă de acostare a navelor fluviale de tip RO-RO, precum și de o platformă de îmbarcare a pieselor agabaritice. Are acces rutier la DN54A, DN55 și DN55A.
La Portul Bechet se afla un turn de electricitate nefolosit de 126,5 de metri înălțime, care a fost folosit cândva de linia electrică cu un singur circuit de 220 kV Isalnita-Kozloduy pentru traversarea Dunării.

## Legături externe
- Portul Bechet - site oficial Arhivat în 4 februarie 2015, la Wayback Machine.